# Atentado de Kabul de septiembre de 2022
El 30 de septiembre de 2022, un terrorista suicida se inmoló en el centro educativo Kaaj en Dashte Barchi, un barrio hazara en Kabul, Afganistán, matando al menos a 52 personas según Associated Press.  La mayoría de las víctimas eran jóvenes estudiantes.

## Contexto
Después de que la Caída de Kabul puso fin a la guerra en Afganistán en 2021, los talibanes gobernantes prometieron proteger a los ciudadanos, incluidas las minorías. Sin embargo, el país ha vuelto a ser testigo de ataques terroristas ocasionales, especialmente contra minorías..

## Explosión
La explosión ocurrió el 30 de septiembre de 2022, alrededor de las 7:30 am UTC+04:30 en el centro educativo Kaaj, ubicado en un barrio predominantemente hazara. Aproximadamente 300 recién graduados de secundaria llegaron al centro educativo una hora antes de que ocurriera el ataque. Muchas de las víctimas incluían graduados de secundaria que estaban tomando un examen universitario de práctica en el momento de la explosión.Según un testigo entrevistado por Associated Press, se escucharon disparos fuera del edificio antes de la detonación.
Nadie se ha atribuido la responsabilidad del ataque, pero el autor del Financial Times, Benjamin Parkin, especuló que podría ser ISIS-K, la filial local del Estado Islámico, debido a su historial de atacar al pueblo hazara.